# 上大人
上大人（シャンタージェン、じょうたいじん）は、伝統的な中国の教育において、子供が最初に字を習うときに使用する文句である。魯迅の『孔乙己』に出てくるために有名である。

## 概要
全文は以下の25字である。古い文献では「孔乙己」を「丘乙己」に作り、最後の「也」はないこともある。
上大人、孔乙己、化三千、七十士、爾小生、八九子、佳作仁、可知礼也。
最後を除いて『三字経』と同様に3字1句で、偶数句末で韻を踏んでいる。
紙の下に朱で書いた「上大人」の手本を置いて、それをなぞり書きすることが行われた。これを「描紅紙」と言った。
「上大人」がいつ誰によって作られたものかはわかっていない。字画の少ない字を選んでいるが、文章の意味ははっきりしない。おおむね「偉大な孔子は自分ひとりで三千の弟子を作った。そのうち優れた者が七十人あった。初学者のおまえたち八九子(?)よ、よく仁をなし、礼を知るべきである」という意味であろう。
明の書家である祝允明は「上大人」を孔子がその父にあてた手紙と考え、文章を
上大人。丘。乙己化三千七十士爾。小生八九子佳、作仁、可知礼也。
と区切り直した上で「父上(=大人)にもうしあげます。丘(孔子の名)はひとりで三千七十の弟子を作りました。弟子のうち七十二(=八×九)のものが優れており、仁をよくなし、礼を知るものどもです」と解釈した。しかし文が三字ごとに切れることは明白であり、この説はこじつけであろう。
敦煌文献には児童の習字が多く残されており、その中のいくつかには「上大人」の原型と見られる文が記されている。咸通十年（869）・開宝九年（976）などの書写年を持つものがある。
上大夫、丘乙己、化三千、七十二、女小生、八九子、牛羊万…… (P3145)
上大夫、丘乙己、化三千、七十士、二小生、八九子、可知其礼也 (P4900)
これらによれば、初期のものは「上大夫」ではじまり、「佳作仁」はあとから追加されたもののようである。